# Mito Elias
Fernando Hamilton Barbosa Elias, també conegut com a Mito o Mito Elias (Praia el 9 d'agost de 1965) és un artista de Cap Verd, artista plàstic i poeta.

## Biografia
Va estudiar a Ar.Co a Lisboa entre 1989 i 1991. Treballa i viu a la diàspora capverdiana des de 1989. Ha desenvolupat un llenguatge que buscava l'oralitat d'un estil simbiòtic entre l'aigua, l'escriptura i multimèdia, que va designar Mare Calamus (Mar de Palla) També va pintar Ocell Cec el 1994.

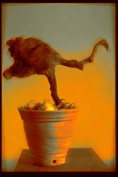
Ocell Cec (1994)

Va fundar la revista Sopinha de Alfabeto (1986). que va fer amb altres poetes com Filinto Elísio, Eurico Barros, i Vadinho Velhino.
Més tard es va fer una exposició de les seves pintures en el seu Mitomorfosis en les dues grans ciutats més grans de Cap Verd: Praia i Mindelo, una al famós Palácio do Povo.
Es va entrevistar amb la RTC a l'agost de 2011, Macau Hoje en febrer de 2012 i A Semana un mes més tard. Els seus treballs han estat recentment exhibits en algunes exposicions el 2014 i 2015 Melbourne i a Dili, la capital de Timor Oriental.
Escolta el concedeix la Medalla de primera classe de l'Ordem do Vulcão pel president de Cap Verd.

## Exhibicions

### Exhibicions col·lectives
- 2007: Le Bourgeois Experimental. Saint Germain des Près, Paris, França.
- 2008: Africa Now! Emerging Talents From a Continent on The Move. World Bank, Washington DC, Estats Units.[8]
- 2008: Ecos à Bolina (Na Rota De Calamus). CINUSP, São Paulo, Brasil.
- 2008: Porto Madeira 2008. Santiago, Cap Verd.
- 2008: Exposició commemorant els 50 anys de la Fundação Bissaya Barreto, Coïmbra, Portugal
- 2011: De Pareidolia: Paredis & Numbrasom. Casa das Artes e Cultura, Tejo, Vila Velha de Rodão, Portugal.
- 2012: Si Stau (Notion No. 1 of Macau) - Old Court House, Macau.

### Exhibicions individuals
- 2006: Li-Sim-Sim. Fisherman's Wharf, Macau, Xina[9]
- 2006: Li-Sim-Sim. Kerry Center, Beijing. Xina.
- 2007: Na Som di Kriolu. Expominas, Belo Horizonte, Brasil.
- 2008: FishBonEye. São Vicente Municipal Hall, Cap Verd,
- 2008 Nu Bai. BCA Auditorium, Praia, Cap Verd.
- 2009: Nó di Sulada - WMDC - Rotterdam, Netherlands.
- 2010: Majina (30 anos 100 Lennon) - Buchholz Library - Lisboa - Portugal.
- 2011:Private Z(oo)m: Tempo dos Bichos. Afro-Brazil Museum, São Paulo, Brasil[10]
- 2011: Amor Sta La - Ordem dos Médicos (Medical Order) - Lisboa - Portugal.
- 2012: Criolantus - PCIL - Praia - Cap Verd.
- 2014: [EX] Isle - Frankston Arts Centre - Melbourne, Austràlia.
- 2014: Fandata - Fo Guang Yuan Art Gallery - Melbourne - Austràlia.
- 2015: [RE] alphabetika - Oriental Foundation - Díli - Timor Leste.
- 2015: Scripta - Melbourne - Austràlia.

### Altres exhibicions
- Artesanato & pintura - French Cultural Center - Praia - C. V. 1989
- Imagens alternativas de C.V. (fotografia) - Associação Caboverdiana - Lisbon - Portugal 1995
- Mitomorfoses (pintura i disseny) - Instalações do MCC - Praia - C.V.
- Mitomorfoses (pintura i disseny) - Palácio do Povo - Mindelo - C.V 1997
- Lágrimas de Indigo (Pintura) - Instalações do MCC - Praia - C.V.
- Lágrimas de Indigo (Pintura) - Mindelo Cultural Center - S.Vicente - C.V.